# Uroleucon rudbeckiae
Uroleucon rudbeckiae är en insektsart som först beskrevs av Fitch 1851.  Uroleucon rudbeckiae ingår i släktet Uroleucon och familjen långrörsbladlöss. Inga underarter finns listade i Catalogue of Life.